# Primera guerra de Txetxènia
La Primera Guerra de Txetxènia fou un conflicte que esclatà quan l'exèrcit rus envaí Txetxènia el 1994, amb la finalitat de controlar un territori que des del 1991, amb el govern de Djokhar Dudàiev i l'autoproclamada República Txetxena d'Itxkèria, gaudia d'una independència de facto. Malgrat les forces russes desplegaren l'operatiu més gran des de la Guerra de l'Afganistan, amb una enorme superioritat en nombre d'homes, armament i mitjans aeris, van ser incapaces de controlar la totalitat del territori txetxè, especialment el muntanyós. L'agost de 1996, l'enviat del Kremlin Aleksandr Lébed signà un acord de pau amb els rebels txetxens a la ciutat daguestànica de Khassaviürt.

## Orígens

### La fi de la Unió Soviètica
El 1991, de manera sobtada per a la majoria dels seus ciutadans, la Unió Soviètica es va dissoldre i Rússia va tornar a ser un estat independent. Malgrat que Rússia va ser internacionalment acceptada com el successor natural de l'URSS en les relacions diplomàtiques, el cert és que perdre gran part del seu poder interior i exterior. Tenint en compte els conflictes territorials que se succeïen en zones d'anterior sobirania soviètica, com el de l'Alt Karabakh, les elits de la nova Rússia temien per les amenaces dins del seu territori. Al Caucas, la sensació de debilitat estratègica que Rússia tenia després de les independències de Geòrgia, Armènia i l'Azerbaidjan, considerava innegociables altres territoris de la zona. Teòricament, durant el règim soviètic més de 100 nacionalitats van garantir la seva existència constituint-se com a districtes o repúbliques autònomes dins de l'esquema federal de l'URSS, i responent a criteris ètnics (altres comunitats no van tenir ni aquest reconeixement). En la majoria d'aquests enclavaments els russos eren ètnicament minoritaris, encara que controlaven els ressorts de la política i l'economia locals. Tanmateix la deportació massiva de diversos pobles del nord del Caucas, com els propis txetxens, ordenada per Stalin la dècada de 1940, actuava cinquanta anys més tard com a catalitzador de la recerca de reconeixement d'aquests pobles. Les demandes de descentralització van esdevenir importants a inicis de 1990, i el mateix programa de l'aleshores opositor Borís Ieltsin n'atià les reivindicacions.

### El tractat de la Federació Russa
El Tractat de la Federació Russa fou signat el 31 de març de 1992 pel ja president Borís Ieltsin i la majoria dels líders de les repúbliques autònomes i els governs d'ètnia local. En gairebé tots els casos, el Tractat tancà les demandes de major autonomia o independència mitjançant concessions sobre autonomia regional i avantatges fiscals. Consistia en tres documents que regulaven els poders reservats al poder central, la relació entre aquest organismes administratius federals i els poders residuals en dels organismes locals. Els únics subjectes federals que no van ratificar el Tractat van ser el Tatarstan i Txetxènia (tot i que en aquells moment els president de la Duma era el txetxè Ruslan Khasbulatov). La primavera de 1994 el president Ieltsin acordà concessions d'autonomia que permeteren sumar el Tatarstan a l'acord.

### La declaració de la independència txetxena
El 6 de setembre de 1991, militants del Congrés Nacional del Poble Txetxè, el partit de Djokhar Dudàiev, van irrompre en una sessió del soviet suprem de l'RSSA de Txetxènia-Ingúixia i van dissoldre el govern d'aquella república soviètica, fets en els que va resultar mort el cap del PCUS de Grozni, Vitali Kutsenko. Disposant de les armes de l'exèrcit, i amb un important suport popular, se celebraren unes eleccions sense garanties que van donar suport al ja nou president Djokhar Dudàiev, que l'1 de novembre de 1991 proclamà unilateralment la independència de la República Txetxena d'Itxkèria. Borís Ieltsin reaccionà enviant tropes a Grozni, però van ser retirades quan la resistència local les rodejà a l'aeroport. La declaració formal de la independència txetxena arribà el 1993, després que el juny de 1992 Txetxènia i Ingúixia s'havien separat amistosament, mantenint-se aquesta darrera com a subjecte federal de Rússia.

### Problemes interns i dissolució del Parlament
Després que l'oposició a Dudàiev havia intentat un cop d'estat el març de 1992, aquest convertí el seu règim en presidencialista el juny d'aquell any. El juny de 1993, i intentant evitar una moció de confiança, dissolgué el parlament. Durant aquell període, hi hagué un important èxode de russos i altres minories que marxaren de Txetxènia degut a la inseguretat i el bandolerisme.
Ja a finals d'octubre 1992 forces federals russes, desplaçades pel conflicte del districte de Prigorodni, a Ossètia del Nord, feien algunes incursions travessant la frontera txetxena. L'agost de 1994, el Kremlin orquestrà un nou intent de derrocar Dudàiev, armant l'oposició, i aïllant i bombardejant Grozni. Al desembre, cinc dies després de negociar un alto el foc amb Dudàiev, Borís Ieltsin ordenà la 
invasió de Txetxènia.

## La Guerra

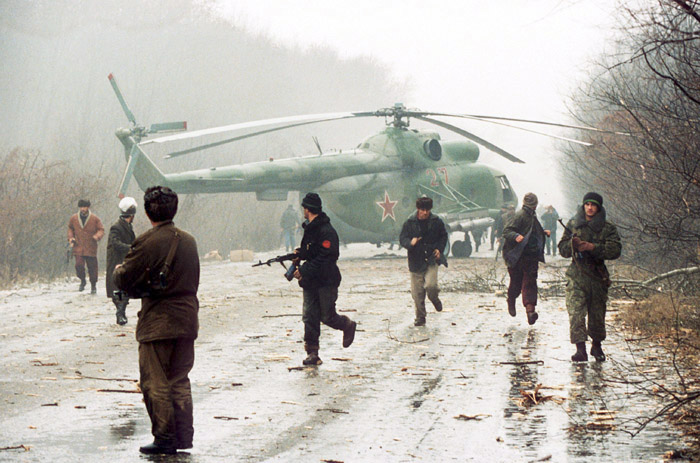
Helicòpter rus abatut el desembre de 1994 prop de Grozni

Les expectatives de Ieltsin d'enfrontar-se de manera ràpida i quirúrgica al conflicte, per aconseguir un ràpida capitulació de Txetxènia, van ser equivocades. Tractant d'emular les tàctiques nord-americanes, va ordenar als seus comandants aplicar una campanya restringida. Els comandants russos no estaven preparats per a un combat d'aquesta naturalesa, en zones muntanyoses de difícil accés, entre població civil i amb greus problemes tàctics. També fou inconvenient l'ús de lleves de soldats locals en lloc d'enviar soldats professionals d'altres zones de Rússia.
Les unitats txetxenes eren més mòbils i coneixedores del territori i els seus habitants. Aquestes forces guerrilleres van infligir humiliants derrotes a un dels exèrcits més grans del món, deixant-lo desmoralitzat. Com resposta a aquesta situació, Rússia va reiniciar atacs indiscriminats amb artilleria i foc aeri que van causar grans pèrdues entre la població civil txetxena i russa. Quan l'exèrcit rus va atacar Grozni durant les primeres setmanes de gener de 1995, prop de 25.000 civils van morir en un raid d'atacs d'artilleria i bombardeig aeri, en una ciutat voltada. Els russos van admetre haver sofert diversos centenars de baixes durant l'assalt.
L'ús massiu d'artilleria i de bombardejos aeris va ser l'estratègia russa dominant durant la resta de la campanya. A més de l'anterior, les tropes russes van cometre nombrosos i, en part, sistemàtics crims de guerra contra civils, que incloïen execucions sumàries i tortures que van arribar a afectar poblacions senceres. Només al poble de Samaixki 100 civils van ser massacrats per tropes russes, i molts altres van ser colpejats i torturats.
En resposta a aquests fets, els independentistes txetxens van utilitzar tècniques guerrilleres com bombes-parany i assalts i emboscades en els camins. La seva tàctica més notòria era la presa d'ostatges, que dirigirien la pressió directament sobre l'opinió pública russa i internacional. Com seqüela a aquesta incapacitat de controlar als rebels txetxens, es va incrementar la pressió dels altres grups ètnics que convivien a Rússia. Altra conseqüència va ser la baixa sostinguda i cada vegada més forta de la confiança i del suport al govern central rus i en particular en la persona de Ieltsin. Txetxènia es va convertir en protagonista de la campanya presidencial de 1996. Però el seu efecte intern més important va ser la resposta de les minories ètniques a les lleves de soldats per a combatre en el conflicte. La república autònoma de Txuvàixia va donar protecció legal als objectors que es neguessin a participar en la guerra. Fins i tot a nivell nacional es va arribar a exigir la prohibició de participació de les forces armades en conflictes interns. El gener de 1996, la destrucció del poble fronterer de Pervomaiskoi a la República de Daguestan, com a reacció a la presa d'ostatges de Kizilar per part dels txetxens, va causar un profund malestar, amenaçant amb estendre el conflicte a tots els pobles del Caucas.
L'anunci del gihad o guerra santa contra els russos proclamada pel muftí Akhmat Kadírov va atreure per la seva banda a una bona quantitat de voluntaris d'altres llocs de Rússia i fins i tot de l'exterior. La solució d'una retirada sense victòria russa era impossible, ja que es temia que desencadenaria una onada de secessions d'altres repúbliques. L'any 1995 es van succeir una sèrie de combats ja en territori fronterer d'Ingúixia, en particular quan el comandament rus va enviar tropes en persecució dels rebels txetxens. La ja fràgil economia ingúixa es va veure diverses vegades sobrepassada per l'arribada de refugiats des de la mateixa Txetxènia (amb la qual van compartir una administració comuna durant gairebé trenta anys), així com d'Ossètia del Nord. El president ingúix Ruslan Auxev va protestar diverses vegades en contra de les persecucions russes i va intentar aconseguir reparacions pels danys.

### Mort de Dudàiev i ofensiva rebel sobre Grozni
Malgrat que els russos aconseguiren matar el president txetxè Djokhar Dudàiev mitjançant un míssil guiat el 21 d'abril de 1996, i la proclamació de victòria per part de Ieltsín després d'una treva signada amb Zelimkhan Iandarbíiev, els combats continuaren i liderats per Aslan Maskhadov els rebels iniciaren una ofensiva sorpresa sobre Grozni. Els independentistes van assetjar les posicions bases russes, així com el complex governamental al centre de la ciutat, mentre que els txetxens considerats col·laboradors amb els russos van ser detinguts, empresonats i, en alguns casos, executats. Al mateix temps, foren assetjades les guarnicions russes a Gudermès i Argun. Diversos intents de les columnes blindades per rescatar a les unitats atrapades a Grozni van ser repel·lits amb nombroses baixes de Rússia (el 276 Regiment Motoritzat de 900 homes va patir un 50% de baixes en un intent de dos dies per arribar al centre de la ciutat). Oficials militars russos van dir que més de 200 soldats havien mort i gairebé 800 havien resultat ferits en cinc dies de lluita, i que un nombre indeterminat de desapareguts. Els txetxens van situar en 1000 el nombre de baixes russes. Milers de soldats van ser fets presoners o envoltats i desarmats en gran manera, i les seves armes i municions requisades pels rebels.
El 19 d'agost, tot i la presència de 50.000 a 200.000 civils txetxens i russos i milers de soldats federals en Grozni, el comandant rus Konstantin Pulikovsky va donar un ultimàtum als combatents txetxens a abandonar la ciutat en el termini de 48 hores, sota amenaça d'iniciar bombardejos aeris i d'artilleria massius, utilitzant fins i tot bombarders estratègics (no usats a Txetxènia fins aleshores) i míssils balístics. Aquest anunci va ser seguit d'escenes caòtiques de pànic, i molts civils van tractar de fugir abans que l'exèrcit complís la seva amenaça, amb parts de la ciutat en flames i la caiguda d'obusos de dispersió de les columnes de refugiats. El bombardeig va ser però ràpidament aturat amb l'arribada d'Aleksandr Lébed, partidari d'una solució negociada.

### Acord de Khassaviurt
El 31 d'agost de 1996, Aslan Maskhadov i Aleksandr Lébed van signar l'Acord de Khassaviurt, posant fi a 20 mesos de conflicte, amb un balanç de 90.000 civils morts i 400.000 desplaçats i refugiats. L'acord de pau preveia la retirada de les tropes russes del territori txetxè i establia el 21 de desembre de 2001 com a data límit per definir l'estatus polític Txetxènia.